# Wingensiefen
Wingensiefen ist ein Wohnplatz in Unterodenthal in der Gemeinde Odenthal im Rheinisch-Bergischen Kreis.

## Lage und Beschreibung
Wingensiefen liegt zwischen Glöbusch und Edelrath an der Grenze von Odenthal und Leverkusen. Es bildet heute mit Glöbusch einen geschlossenen Siedlungsbereich, so dass es nicht mehr als eigenständige Ortschaft wahrgenommen wird.

## Geschichte
Aus einer erhaltenen Steuerliste von 1586 geht hervor, dass die Ortschaft Teil der Honschaft Grimßgewalt im Kirchspiel Odenthal war.
Die Topographia Ducatus Montani des Erich Philipp Ploennies, Blatt Amt Miselohe, belegt, dass der Wohnplatz 1715 als drei Höfe kategorisiert wurde und mit Wenigesiefen bezeichnet wurde.
Carl Friedrich von Wiebeking benennt die Hofschaft auf seiner Charte des Herzogthums Berg 1789 als Wingsiefen. Aus ihr geht hervor, dass Wingensiefen zu dieser Zeit Teil von Unterodenthal in der Herrschaft Odenthal war.
Unter der französischen Verwaltung zwischen 1806 und 1813 wurde die Herrschaft aufgelöst und Wingensiefen wurde politisch der Mairie Odenthal im Kanton Bensberg zugeordnet. 1816 wandelten die Preußen die Mairie zur Bürgermeisterei Odenthal im Kreis Mülheim am Rhein.
Der Ort ist auf der Topographischen Aufnahme der Rheinlande von 1824 und auf der Preußischen Uraufnahme von 1840 verzeichnet. Ab der Preußischen Neuaufnahme von 1892 ist er auf Messtischblättern regelmäßig als Wingensiefen oder ohne Namen verzeichnet.
| Jahr | Einwohner | Wohngebäude | Kategorie  |
| ---- | --------- | ----------- | ---------- |
| 1830 | 46        |             | Ackergut   |
| 1845 | 63        | 11          | Ackergüter |
| 1871 | 55        | 9           | Hofstelle  |
| 1885 | 66        | 11          | Ortschaft  |
| 1895 | 55        | 10          | Ortschaft  |
| 1905 | 36        | 9           | Ortschaft  |